# リディーマー
リディーマー（英:Redeemers）とは、アメリカ合衆国において、南北戦争直後のレコンストラクション時代に、南部で形成された民主党系の政治的提携である。民主党の中でも保守的で企業寄りの派閥であるブルボン民主党の南部における一派であり、共和党急進派の元に集結した解放民（元奴隷の黒人）やカーペットバッガー（南部に移住した北部人）、スキャラワグ（レコンストラクション政策を支持した南部の白人）等の連衡を打ち負かすことを目指した。

## 歴史

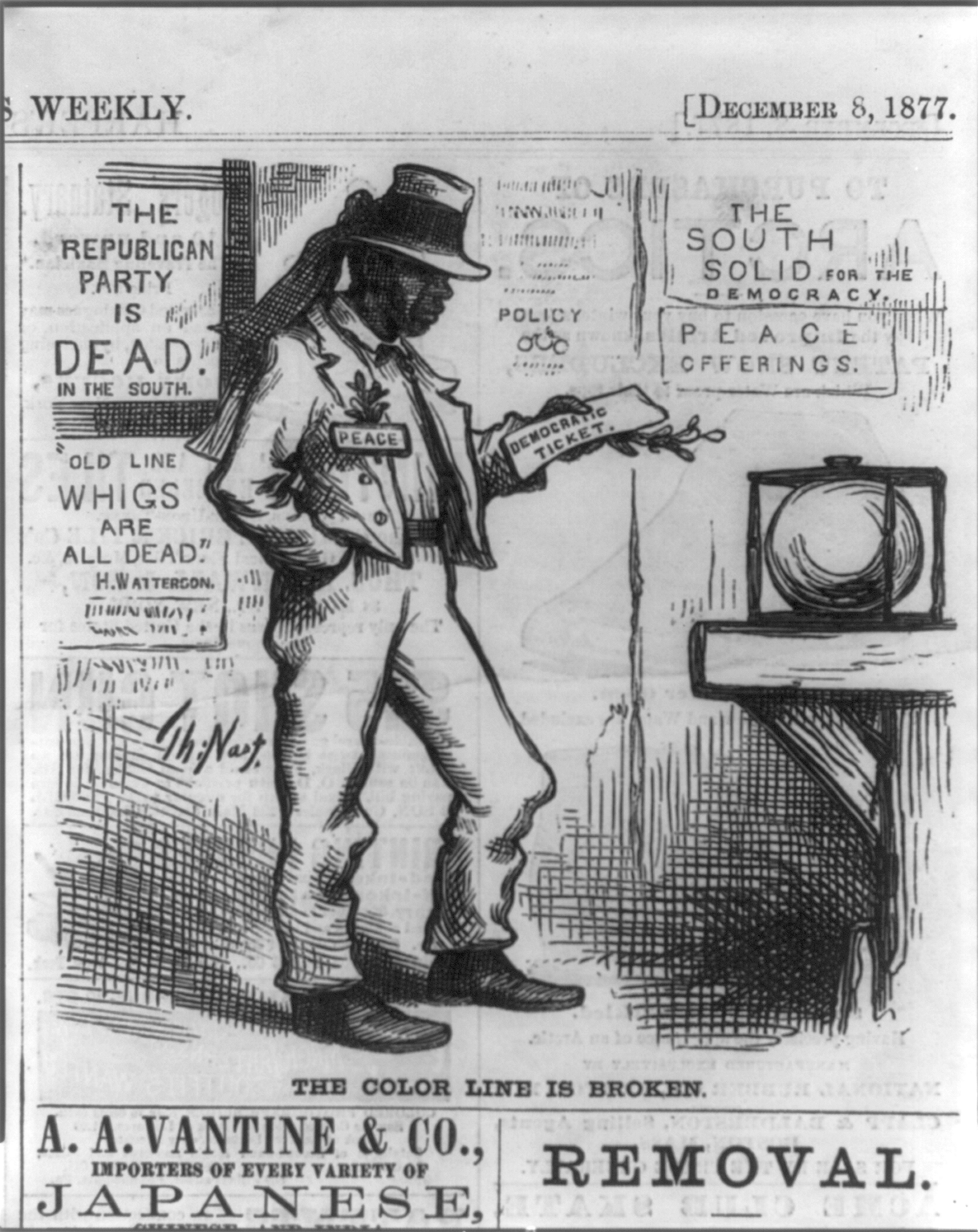
トマス・ナストによる1877年の政治風刺漫画。新たに参政権を与えられたアフリカ系アメリカ人に民主党が訴えようとしている様子を描いている。

「贖罪」と呼ばれる過程である1868年から1877年の妥協までの間、リディーマーはスキャラワグを攻撃することで州や地方政府の多くを取り戻していた。その計画は、腐敗し真の共和制の原則を侵害していると考える急進的共和党のシステムに反対することに重点が置かれた。高い税率と大きな州の負債を非難した。リディーマーが権力を得ると、いずれも政府の支出を落とし、議会の会期を短縮し、政治家の給与を下げ、鉄道や会社への公的支援を削り、公的教育への援助も減らした。
妥協の後での黒人から選挙権を取り去る過程は漸進的であった。アフリカ系アメリカ人は1880年代に入ってもかなりの数の者が投票を続け、黒人の下院議員は数が少なくなったものの1890年代まで選ばれ続けた。レコンストラクションの後の時代に下院議員を務めた最後の南部黒人であるジョージ・ヘンリー・ホワイトは1901年に引退し、下院は白人のみとなった。1890年代、リディーマーとブルボン民主党は農民の反乱という最大の試練を迎えた。この時、南部を支配していた彼らは農民同盟、金銀複本位制の影響および新しく作られた人民党に脅かされた。その結果としてウィリアム・ジェニングス・ブライアンはブルボンを破り、全国の民主党を支配下に収めた。

### 宗教的様相
「贖罪」という言葉はキリスト教神学から慎重に選ばれたものだった。歴史家のダニエル・W・ストウェルは、南部の白人がその望む政治改革すなわちレコンストラクションの終わりを表現する言葉を充てたと結論づけている。この言葉は多くの白人有権者を統一する力があり、南部社会からその罪を浄化し、共和党の政治的指導者を排除する努力を包含した。また、南北戦争前の状態に復帰するよりも新しい南部社会の誕生を表してもいた。歴史家のゲインズ・M・フォスターは、奴隷制度の消滅によって引き起こされた態度の変化をこの言葉の表すものと結びつけることで、いかに南部がバイブル・ベルトと呼ばれるようになったかを説明している。南部白人は奴隷制度に関わる連邦政府の干渉で先入観から解放され、それを前例とすら言って、道徳を規範とする北部の国民的十字軍に加わった。ある者からは「道徳の防塁」と見られ、H・L・メンケンがその言葉を言い出すずっと前にプロテスタントの多い南部がバイブル・ベルトという自己認識を獲得した。

## 歴史学
レコンストラクション直後の時代、大半の黒人や元奴隷制度廃止運動家は黒人に対する暴力や白人共和党員に対する脅しのために、レコンストラクションが黒人のための公民権闘争を滅ぼしたと考えた。フレデリック・ダグラスやレコンストラクションの下院議員ジョン・R・リンチは、南部から連邦軍が引き上げることで、1877年以後アフリカ系アメリカ人が選挙権や他の公民権を失う主要因となったと言った。
世紀の変わり目までに、ダニング学派に率いられた白人の歴史家達は、レコンストラクションがその政治的・財政的腐敗や戦争の憎しみを癒せなかったこと、およびグラント大統領の廻りの人々の様な利己的北部政治家に支配されたことのために失敗だったと見ていた。歴史家のクロード・ボーワーズは、彼の言う「悲劇の時代」でも最も悪いことはアフリカ系アメリカ人の解放された人々に選挙権を拡張したことであり、失政と腐敗に導いたと主張する政策だと言った。ダニング学派の歴史家は、解放された人々が州の財産を私し権力に留まることにのみ興味のある腐敗した白人カーペットバッガーに操作されていたので、責任は無いと主張した。彼らは南部が腐敗の敵によって「浄化」されるべきことに同意した。要するにレコンストラクションは「共和制」の価値を貶め、急進的共和党員は「過激派」であった。できごとのこのような解釈は、1900年から1960年代まで歴史教科書の大半を支配したダニング学派のお家芸であった。
1930年代に始まり、C・ヴァン・ウッドウォードやハワード・K・ビールのような歴史家はレコンストラクションの「贖罪主義者」的解釈を攻撃し、自分達は「修正主義者」と呼んで、本当の問題は経済であると主張した。北部の急進派は鉄道の道具であり、南部の共和党員はその命令を実行するように操作されていた。さらにリディーマーも鉄道の道具であり彼ら自身腐敗していたと主張した。
1935年、W・E・B・デュボイスはマルクス主義的分析『ブラック・レコンストラクション:黒人がアメリカの民主主義を立て直す試みの中で演じた役割の歴史に関する随想、1860年-1880年』を出版した。この書籍ではレコンストラクション中にアフリカ系アメリカ人が果たした役割を強調した。
1960年代までに、ケネス・スタンプやエリック・フォーナーが指導する新奴隷制度廃止論（neo-abolitionist）の歴史家達が解放された人々の闘争を舞台の中心に据えた。レコンストラクション時代の腐敗は認める一方で、ダニング学派はそれを過剰に強調しており、共和制原則の最悪の侵害、すなわちアフリカ系アメリカ人の選挙権を含む公民権の否定を無視していると主張した。

### 二次史料
- Ayers, Edward L. The Promise of the New South: Life after Reconstruction (1993).
- Baggett, James Alex. The Scalawags: Southern Dissenters in the Civil War and Reconstruction (2003), a statistical study of 732 Scalawags and 666 Redeemers.
- Blum Edward J. and W. Scott Poole, eds. Vale of Tears: New Essays on Religion and Reconstruction. Mercer University Press, 2005. ISBN 0-8655-4987-7.
- Du Bois, W. E. Burghardt. Black Reconstruction in America 1860-1880 (1935), explores the role of African Americans during Reconstruction
- Foner, Eric. Reconstruction: America's Unfinished Revolution, 1863-1877 (2002)
- Garner, James Wilford. Reconstruction in Mississippi (1901), a classic Dunning School text.
- Gillette, William. Retreat from Reconstruction, 1869-1879 (1979)
- Going, Allen J. "Alabama Bourbonism and Populism Revisited." Alabama Review 1983 36 (2): 83-109. ISSN 0002-4341
- Roger L. Hart, Redeemers, Bourbons, and Populists: Tennessee, 1870-1896. LSU Press, 1975.
- Jones, Robert R. "James L. Kemper and the Virginia Redeemers Face the Race Question: A Reconsideration."  Journal of Southern History, 1972 38 (3): 393-414. ISSN 0022-4642
- King, Ronald F. "A Most Corrupt Election: Louisiana in 1876." Studies in American Political Development, 2001 15(2): 123-137. ISSN 0898-588X
- King, Ronald F. "Counting the Votes: South Carolina's Stolen Election of 1876." Journal of Interdisciplinary History 2001 32 (2): 169-191. ISSN 0022-1953
- Moore, James Tice. "Redeemers Reconsidered: Change and Continuity in the Democratic South, 1870-1900" in the Journal of Southern History, Vol. 44, No. 3 (Aug., 1978) , pp. 357-378.
- Moore, James Tice. "Origins of the Solid South: Redeemer Democrats and the Popular Will, 1870-1900." Southern Studies, 1983 22 (3): 285-301. ISSN 0735-8342
- Perman, Michael. The Road to Redemption: Southern Politics, 1869-1879 (1984).
- Perman, Michael "Counter Reconstruction: The Role of Violence in Southern Redemption", in Eric Anderson and Alfred A. Moss, Jr, eds. The Facts of Reconstruction (1991) pp. 121-140.
- Polakoff, Keith I. The Politics of Inertia: The Election of 1876 and the End of Reconstruction (1973)
- Rabonowitz, Howard K. Race Relations in the Urban South, 1865-1890 (1977)
- Richardon, Heather Cox. The Death of Reconstruction (2001)
- Wallenstein, Peter. From Slave South to New South: Public Policy in Nineteenth-Century Georgia (1987).
- Wiggins; Sarah Woolfolk. The Scalawag in Alabama Politics, 1865?1881 (1991)
- Williamson, Edward C. Florida Politics in the Gilded Age, 1877-1893 (1976).
- Woodward, C. Vann. Origins of the New South, 1877-1913 (1951). emphasizes economic conflict between rich and poor.

### 一次史料
- Fleming, Walter L. Documentary History of Reconstruction: Political, Military, Social, Religious, Educational, and Industrial (1906), several hundred primary documents from all viewpoints
- Hyman, Harold M., ed.	The Radical Republicans and Reconstruction, 1861-1870. (1967), collection of longer speeches by Radical leaders
- Lynch, John R. The Facts of Reconstruction(1913) Online text by African American member of the United States Congress during Reconstruction era.